# Alexandru Proca
Alexandru Proca - (n. 16 octombrie 1897, București, România – d. 13 decembrie 1955, Paris, Franța) a fost un fizician român, naturalizat francez, membru post-mortem al Academiei Române.
În același timp cu japonezul Hideki Yukawa, dar independent de acesta, a pus bazele studiului asupra forțelor nucleare.

## Biografie
S-a născut într-o familie de intelectuali, tatăl său fiind inginer constructor, unul dintre constructorii Gării de Sud din Ploiești.
La București a fost elev la liceul "Gheorghe Lazăr" pe care l-a absolvit în 1916 ca elev eminent și student la Școala Politehnică, secția electromecanică, unde încheie studiile ca șef de promoție.
După încheierea studiilor superioare, este numit asistent la Politehnică și, în același timp, este angajat ca inginer al societății Electrica din Câmpina.
Fiind atras de fizica teoretică, pleacă la Paris unde absolvă Facultatea de Științe de la Sorbona, primind din mâna Mariei Curie diploma de licențiat în științe, care îl și angajează cercetător la Institutul Radiumului (1925). Ajunge în scurt timp colaboratorul lui Paul Langevin, Marie Curie, Jean Perrin și al altor mari fizicieni.
Pentru o perioadă activează la Institutul Henri Poincaré, unde lucrează în laboratoarele lui Louis de Broglie.
În 1934 primește o bursă Rockefeller și lucrează în cercetare la Copenhaga sub îndrumarea lui Niels Bohr.
A fost membru corespondent al Academiei de Științe din România începând cu 4 iunie 1937.
A încetat din viață în 1955, în vârstă de 58 de ani.
A fost ales post mortem membru de onoare al Academiei Române în 1990. 

## Contribuții
Anii 1933-1939 sunt cei mai importanți pentru cariera lui Alexandru Proca. Cercetările pe marginea ecuațiilor Maxwell, teoriei cuantice a fotonului și momentului magnetic al electronului l-au condus la descoperirea ecuațiilor Proca, care l-au ajutat să demonstreze teoretic existența mezonilor:
„Ecuațiile răspunzând la aceste condiții au o formă care se apropie de cea a ecuațiilor lui Maxwell. Funcția de undă este vectorială, particulele reprezentate au un spin unitar și nu sunt, deci, electronii lui Dirac. Noi știm astăzi că aceștia sunt mezonii.” (Alexandru Proca)
Această particulă a fost descoperită, în mod independent, și de Hideki Yukawa, motiv pentru care cercetătorii japonezi l-au invitat pe Alexandru Proca pentru a ține o serie de conferințe asupra mezonilor.
De asemenea, îl atrage teoria cuantică și periodicitatea luminii, căreia îi atribuie o structură discontinuă.
Consideră că lumina poate poseda particule elementare - fotoni - fără a înceta să fie coerentă, interpretare confirmată ulterior în dezvoltarea științei (Werner Heisenberg).
Alexandru Proca a adus contribuții substanțiale la dezvoltarea fizicii teoretice în secolul XX.
Astfel, elaborează numeroase lucrări în acest domeniu vizând studiul particulelor elementare, mecanica cuantică, radioactivitatea, fizica relativistă.
În 1931, pe lângă activitatea științifică pe care o desfășura, lucra și la redacția revistei Annales de l'Institut Henri Poincaré, în care publică și o serie de conferințe ale matematicianului Simion Stoilow și ale altor tineri savanți români.